# Padrig Sicard
Padrig Sicard (Patrick en français) est un musicien et chanteur breton de musique bretonne. Il joue du violon, de la bombarde, de la flûte (tin whistle), du bouzouki... Il a joué avec Alan Stivell, dans des bagadoù (Bagad Konk Kerne, Bagad Bleimor, Bagad Kemper) et dans plusieurs groupes (Ogham, Diaouled ar Menez, Sonerien Du, Dancing Feet). Il a créé le groupe Crossroads avec des musiciens australiens.     

## Biographie
Padrig Sicard est le fils de Yann Brekilien (Jean Sicard de son vrai nom). Il a deux frères musiciens dans les bagadoù, Youenn, qui sonnait avec Alan Stivell au bagad Bleimor et Ronan, batteur à Quimper, Brest Saint Marc et Douarnenez. Tout jeune, Padrig Sicard rentre au bagad St Patrick à Quimper. Il participe à son premier concours de sonneurs à la bombarde en 1966. Il passe par le Bagad Bleimor en tant que sonneur, juste avant qu'Alan Stivell le quitte, vers 1964, ainsi que par les Diaouled Ar Menez au tout début des années 1970 au violon. Il avait commencé à apprendre le violon classique en école de musique mais c'est en 1971, au festival de Lorient qu'il rencontre Frankie Gavin (en) et passe une semaine à ses côtés avant de partir chez lui en Irlande apprendre à jouer la musique irlandaise. Il apprend d'autres techniques avec le violoniste irlandais Kevin Burke et s'inspire de Paddy Glackin, Seán Maguire...
Il participe en tant que « talabardeur » aux grandes tournées bretonnes d'Alan Stivell dans les années 1970 avec d'autres musiciens du bagad Bleimor (tournée sous chapiteaux, enregistrement à Dublin et quelques dates à l'étranger), puis est violoniste dans le groupe Santanazet et dès sa disparition dans Ogham (musique bretonne jouée sur le modèle instrumental irlandais) jusqu'en 1976 (après avoir gagné le Kan ar bobl). 
Au milieu des années 1970, il dirige le bagad de Douarnenez. À la fin des années 1970, il joue du violon dans le groupe de fest-noz Sonerien Du. Dans les années 1980, préférant jouer en fest-noz, il quitte les bagadoù et déclare : « nous étions nombreux à avoir quitté les bagadoù, car nous avions le sentiment que ça tournait en rond, qu'on répétait des modèles à l'infini. ». Ensuite, il investit dans la sonorisation de festoù-noz et il joue de la musique irlandaise avec le groupe Dancing Feet. 
Il réalise un album studio personnel en 1985 sorti en vinyle et réalise des concerts avec ses musiciens. En 1985, il rencontre Lew et Mara Kliek du groupe Maral au festival de Belfast. Il les fait ensuite se produire en Bretagne pour que le public breton les découvre, notamment lors du Festival interceltique de Lorient en 1996. Deux ans plus tard, Padig s'envole pour Sydney en compagnie de Yann Cariou, penn soner du Bagad de Concarneau et membre de Kurun pour une expérience musicale qui débouche sur la création du groupe Crossroads avec Llew et Mara. Yann Cariou joue des flûtes et de la cornemuse écossaise. Liew, au bouzouki et à la guitare, est très présent sur la scène australienne, tant comme musicien que comme producteur artistique ou directeur de spectacles, tout comme sur la scène folk Mara Kiek (chant, percussions) et Steve Elphick (contrebasse).
Après une tournée en Australie en 1998, le groupe s'est reformé en 2000 en Bretagne pour une série de concerts et la réalisation d'un album. Cet album a été réalisé en moins d'un an, par plusieurs prises, à Sydney et à Quimper pour des enregistrements et le mixage.  Le CD est publié en Australie en 2001 pour coïncider avec la deuxième tournée australienne, où le groupe est retourné à Canberra's National et se produit au Melbourne Museum, La Boite, Sydney Football Stadium, University of Western Sydney et The Harp à Sydney. Le groupe tourne également en 2001 et 2002 en Europe avec des prestations au festival de Louvain-la-Neuve en Belgique, au festival interceltique de Lorient, festival des Filets Bleus, festival de Cornouaille... En 2006, Crossroads est invité à se produire au festival de Lorient pour "l'Année de l'Australie", au Grand Théâtre et au pavillon australien.

## Discographie
- 1986 : Savet diouz ar mintin, LP, Escalibur (Dan Ar Braz à la guitare)[12]
- 1993 : A way for Brittany, Escalibur/Coop Breizh [13]

- 2000 : De partir c'est mon plaisir - Crossroads, Keltia Musique

- 2011 : La Bombarde et ses Cousines, 3 DVD, BAS

### Participations
- 1975 : E Dulenn - Alan Stivell
- 1977 : 'Raok dilestra : Avant d'accoster - Alan Stivell
- 1999 : Kej Mel - Kurun

## Publications
- Yann Brekilien, Alan Stivell ou le Folk celtique, 1973, Photographies
- La musique celtique, Éditions Ouest-France, 1997
- Méthode de bombarde, Alain Pennec Éditions, dist. Coop Breizh, 1999
- Airs à danser de Bretagne, volumes 1 et 2, 1999, Alain Pennec Éditions, dist. Coop Breizh,